# Pocket Kingdom: 0wn the W0rld
Гра «Кишеньковий королівство» (Pocket Kingdom) розроблена спеціально для ігрової консолі N-Gage і відноситься до жанру мобільних MMORPG. 
Як і всі ігри для N-Gage, гра являє собою неперезаписувану MMC-карту і продається у фірмовій коробочці. Доступ до ігрового серверу для власників карт проводиться безкоштовно. Звичайно, гравцеві доводиться оплачувати GPRS-з'єднання за тарифами свого стільникового оператора — але цього можна уникнути, якщо для підключення до сервера гри використовувати вихід в Інтернет через Bluetooth. 
Гра не переведена на російську мову. В наш час (станом на 2017 р.) ігровий світ надто великий для має кількості гравців, тому гравцям доводиться заздалегідь домовлятися на форумі один з одним, щоб зустрітися в Online.

## Ігровий сюжет
Гра дозволяє необмеженому числу гравців, що знаходяться в різних країнах, подорожувати своїми «кишеньковими королівствами» в єдиному ігровому світі і попарно битися невеликими партіями (до 4 загонів, що набирають із воїнів, магів, злодіїв, «леталок» і т. д.). Кожен із загонів може мати один предмет (кольчугу, зброя, прикраса), поліпшує його характеристику. Загони-ветерани можна покращувати, якщо гравець зможе виготовити відповідну емблему у своїй лабораторії. 
Метою гри є «захопити світ», тобто піднятися на саму вершину світової таблиці рекордів. У грі є аукціон, з допомогою якого можна торгувати цінними (і не дуже) предметами, піднімаючись на другий, «торговельної» таблиці рекордів. Найціннішими предметами на аукціоні є старші емблеми і унікальні предмети - які складніше всього виготовити в лабораторії. 
До особливостей гри відноситься рясне використання ігрового жаргону, причому самою грою. Сам сюжет гри зав'язаний на мережеві баталії, нібито відбувалися в ігровому світі. Зокрема, головний лиходій Ulgress перший забрався на вершину таблиці рекордів («захопив світ»). Але був забанений за те, що прикидався дівчиною - і тому приречений на вічне існування в Offline. 
Гра містить цікаву Offline'ову частину, яку можна проходити поодинці. Відкривши кілька локацій, отримуєш доступ в Online. Чим більше локацій ти відкрив у Offline, тим сильнішу армію можеш підготувати для мережевих битв. Offline'ова частина формально закінчується з перемогою над Ulgress'ом, але активно використовується для відновлення після мережевих битв. 